# Gunnar Nylander
Per Gunnar Nylander, född 2 augusti 1919 i Huskvarna, död 21 december 2018 i Ytterjärna distrikt, var en svensk kirurg.  
Nylander blev medicine licentiat vid Uppsala universitet 1947, medicine doktor och e.o. docent i histologi i Uppsala 1953 och var docent i kirurgi där 1957–1970. Han var amanuens vid histologiska institutionen vid Uppsala universitet 1941–1942, innehade olika förordnanden 1945–1959 och var biträdande överläkare vid kirurgiska kliniken på Akademiska sjukhuset i Uppsala 1959–1970. Han var forskningsläkare vid Statens medicinska forskningsråd 1966–1970, professor i kirurgi vid Karolinska institutet och överläkare vid kirurgiska kliniken på Karolinska sjukhuset 1971–1986 samt tillika chef för kirurgblocket 1973–1986. 
Nylander var hedersledamot av Göteborgs nation i Uppsala. Han var president i Svenska kirurgiska föreningen 1982 och hedersledamot av Ungerska kirurgsällskapet. Nylander var även Consulting editor för utländska, nordiska och svenska vetenskapliga tidskrifter. Han var bror till professor Ingvar Nylander (1922–2015).